# Яромко, Валерий Николаевич
Валерий Николаевич Яромко (4 апреля 1940, Заславль, Минская область, Белорусская ССР, СССР — 1999) — советский футболист, нападающий и тренер.
Выступал за белорусские команды «Локомотив» Гомель (1959—1961, класс «Б»), «Беларусь» / «Динамо» Минск (1962—1967, первая группа класса «А»), «Неман» Гродно (1968—1970, вторая группа класса «А»).
В «Динамо» в основном играл за дубль. Бронзовый призёр чемпионата СССР 1963 года. Финалист Кубка СССР 1965.
Работал в клубе чемпионата Белорусской ССР СКИФ / «Буревестник» Минск (1875 — тренер, 1977, 1979—1980 — старший тренер).
Сын Сергей также футболист и тренер.